# Archidiocèse de Hué
L'archidiocèse de Hué (Arcidioecesis Hueensis) est un territoire ecclésiastique de l'Église catholique au Viêt Nam dont le siège métropolitain est à Hué à la cathédrale du Cœur Immaculé de Marie. Il comptait en 2006, 66 700 baptisés pour une population de 2 150 700 habitants. Il comprend 177 paroisses.

## Historique
Le vicariat apostolique de Cochinchine septentrionale a été érigé le 27 août 1850, recevant son territoire du vicariat apostolique de Cochinchine Orientale (aujourd'hui diocèse de Quy Nhon). Il prend le nom de vicariat apostolique de Hué le 3 décembre 1924.
Jean XXIII, par la bulle Venerabilium Nostrorum, lui donne le rang d'archidiocèse le 24 novembre 1960.

## Ordinaires
- François-Marie-Henri-Agathon Pellerin, mep, 27 août 1850 - 13 septembre 1862, décédé
- Joseph-Hyacinthe Sohier, mep, 13 septembre 1862 - 3 septembre 1876, décédé
- Martin-Jean Pontvianne, mep, 31 août 1877 - 30 juillet 1879, décédé
- Marie-Antoine-Louis Caspar, mep, 23 mars 1880 - 18 juillet 1907, démission
- Eugène-Marie-Joseph Allys, mep, 30 janvier 1908 - 20 juin 1931, retraite
- Alexandre-Paul-Marie Chabanon, mep, 20 juin 1931 - 4 juin 1936, décédé
- François-Arsène-Jean-Marie-Eugène Lemasle, mep, 4 février 1937 - 26 septembre 1946, décédé
- Jean-Baptiste Urrutia, mep, 21 février 1948 - 24 novembre 1960, démission
- Pierre-Martin Ngo Dinh Thuc, 24 novembre 1960 - 27 février 1968, démission
- Philippe Nguyen Kim Dien, 11 mars 1968 - 8 juin 1988, décédé
  - 1988-1998: siège vacant
- Étienne Nguyễn Như Thể (en), 1er mars 1998 - 18 août 2012, retraite
- François-Xavier Lê Văn Hông (de), 18 août 2012 - 29 octobre 2016
- Joseph Nguyen Chi Linh, 29 octobre 2016 - 24 mai 2025
  - Joseph Ðặng Ðức Ngân (en), archevêque coadjuteur, 21 septembre 2023 - 24 mai 2025
- Joseph Ðặng Ðức Ngân (en), depuis le 24 mai 2025

## Statistiques
- 1970 : 208 prêtres dont 39 réguliers

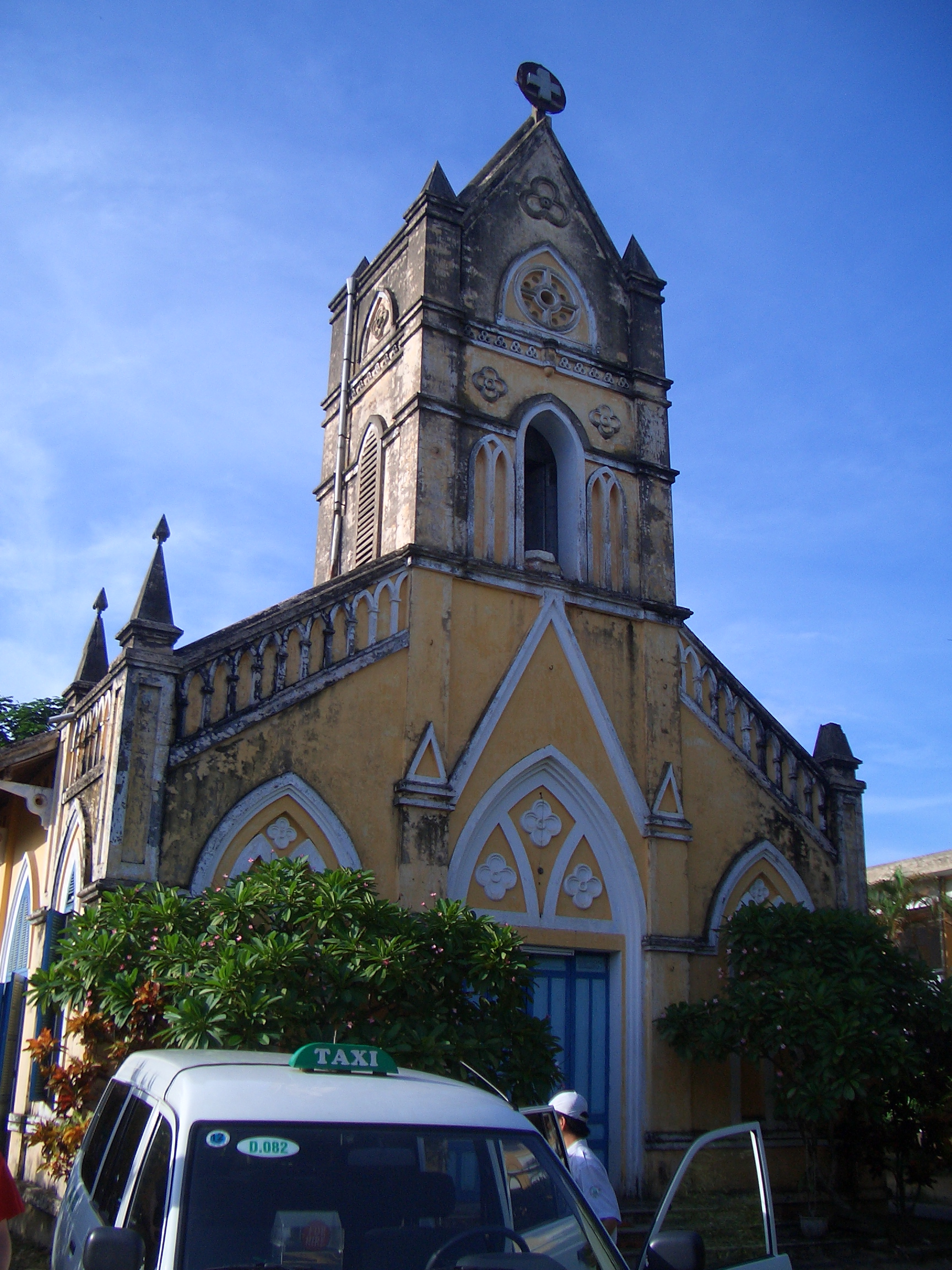
Petite église paroissiale construite à Hué du temps de l'Indochine française

- 1979 : 78 prêtres dont 6 réguliers (après la prise de pouvoir du Vietminh en 1975)
- 2000 : 76 prêtres dont 10 réguliers
- 2006 : 114 prêtres dont 22 réguliers
- 2008 : 142 prêtres dont 30 réguliers
- 2014 : 145 prêtres dont 41 réguliers

- Nombre de religieuses en 1970 : 826
- Nombre de religieuses en 1979 : 365
- Nombre de religieuses en 2000 : 447
- Nombre de religieuses en 2006 : 631
- Nombre de religieuses en 2008 : 916
- Nombre de religieuses en 2014 : 1064

- Nombre de baptisés en 1970 : 76 138 pour une population de 704 300
- Nombre de baptisés en 1979 : 41 131 id 1 600 000
- Nombre de baptisés en 2000 : 59 270 id 1 967 450
- Nombre de baptisés en 2006 : 66 700 id 2 150 700
- Nombre de baptisés en 2008 : 68 240 id 2 295 000
- Nombre de baptisés en 2014 : 68 370 id 1 723 623 (4 %)